# Brachytherapie
Brachytherapie (van Oudgrieks βραχύς, brachus, 'kort'), ook bekend als inwendige bestraling is een vorm van radiotherapie waarbij een stralingsbron binnen of naast het gebied van de vereiste behandeling wordt geplaatst. Brachytherapie wordt in het algemeen gebruikt als een effectieve behandeling voor baarmoederhals-,
prostaat-,
borst-, 
en huidkanker,
en kan ook worden gebruikt om tumoren te behandelen op verschillende andere plaatsen van het lichaam. 
Brachytherapie wordt zelfstandig of in combinatie met andere therapieën gebruikt, zoals chirurgie, externe radiotherapie (EBRT) en chemotherapie.
In tegenstelling tot EBRT waarin hoog-energetische röntgenstralen van buiten het lichaam zijn gericht op de tumor, omvat brachytherapie de precieze plaatsing van de stralingsbronnen direct op de plek van het kankergezwel. 
Een belangrijk kenmerk van brachytherapie is dat de bestraling alleen invloed heeft op een zeer plaatselijk gebied rondom de stralingsbronnen. Blootstelling aan straling van gezonde weefsels die zich verder van de bron bevinden wordt hiermee dus verminderd. Bovendien behouden de stralingsbronnen hun juiste positie ten opzichte van de tumor, ook als de patiënt beweegt of als er tijdens de behandeling sprake is van enige beweging van de tumor in het lichaam. Deze kenmerken van brachytherapie bieden voordelen ten opzichte van EBRT. De tumor kan worden behandeld met zeer hoge doses van gelokaliseerde straling, waardoor de kans op onnodige schade aan omringende gezonde weefsels wordt verkleind.
De behandeling met brachytherapie kan sneller worden afgerond dan andere radiotherapeutische technieken.Dit kan de overlevingskans verminderen van kankercellen, die zich delen en groeien in de intervallen tussen elke dosis radiotherapie. Patiënten hoeven doorgaans minder bezoeken aan de radiotherapiekliniek te brengen in vergelijking met EBRT, en de behandeling wordt vaak poliklinisch uitgevoerd. Dit maakt de behandeling toegankelijk en geschikt voor veel patiënten. Deze kenmerken van brachytherapie geven aan dat de meeste patiënten een behandeling met brachytherapie zeer goed verdragen.
Brachytherapie is een effectieve behandelingsoptie voor vele soorten van kanker. Behandelingsresultaten hebben aangetoond dat de kans op genezing van kanker met brachytherapie ofwel vergelijkbaar is met chirurgie en EBRT, of groter is wanneer het wordt toegepast in combinatie met deze technieken. Bovendien wordt bij brachytherapie een verband gelegd met een lage kans op het krijgen van ernstige bijwerkingen.

## Geschiedenis
Brachytherapie dateert van 1901 (kort na de ontdekking van de radioactiviteit door Becquerel in 1896), toen Pierre Curie aan Henri-Alexandre Danlos de suggestie deed dat een radioactieve bron zou kunnen worden ingebracht in een tumor. Er werd vastgesteld dat de straling de tumor deed krimpen. Onafhankelijk hiervan stelde ook Alexander Graham Bell voor om straling op deze manier te gebruiken. In het begin van de 20e eeuw werden baanbrekende technieken ontwikkeld voor de toepassing van brachytherapie door Danlos in het Curie-instituut in Parijs, en door Robert Abbe in het St Luke's en Memorial Hospital in New York.
Na de eerste belangstelling voor brachytherapie in Europa en de Verenigde Staten daalde het gebruik ervan in het midden van de 20e eeuw. Dit als gevolg van het feit dat het personeel, dat de radioactieve bronnen handmatig aanbracht, aan de straling werd blootgesteld.
De ontwikkeling van op afstand bedienbare afterloading-systemen en het gebruik van nieuwe radioactieve bronnen in de jaren '50 en '60 van de 20e eeuw verminderden echter het risico op onnodige blootstelling van personeel en patiënten aan ioniserende straling. Samen met meer recente ontwikkelingen op het gebied van driedimensionale beeldvorming, geautomatiseerde planningssystemen en innovatieve stralingsapparatuur, betekent dit dat brachytherapie vandaag de dag een veilige en effectieve behandeling is voor vele vormen van kanker.

## Soorten
Verschillende soorten brachytherapie kunnen worden gedefinieerd aan de hand van
- de plaatsing van de stralingsbronnen in het te behandelen doelgebied
- het niveau of de intensiteit van de stralingsdosis geleverd aan de tumor
- de duur van dosislevering

### Plaatsing stralingsbron
De belangrijkste twee vormen van brachytherapie in termen van plaatsing van de radioactieve bron zijn interstitiële en contact-brachytherapie.
- In het geval van interstitiële brachytherapie worden de bronnen direct in het te behandelen weefsel van het aangetaste gebied geplaatst, zoals de prostaat of de borst.
- Bij contact-brachytherapie wordt de stralingsbron in een gebied naast het betreffende weefsel geplaatst. Deze plek kan een lichaamsholte (intracavitaire brachytherapie) zijn, zoals de baarmoederhals, de baarmoeder of de vagina; een lumen (intraluminale brachytherapie), zoals de luchtpijp of slokdarm; of extern (oppervlakte brachytherapie), zoals de huid. Een stralingsbron kan ook in de bloedvaten worden gebracht (intravasculaire brachytherapie) voor de behandeling van coronaire in-stent-restenose.

### Dosis
De dosering van brachytherapie verwijst naar het niveau of de intensiteit waarmee de straling wordt geleverd aan het omringende medium en wordt uitgedrukt in Grays per uur (Gy/h). 
- Low-dose rate-brachytherapie (LDR) betekent het implanteren van stralingsbronnen die straling uitzenden met een niveau tot maximaal 2 Gy/h.[22] LDR-brachytherapie wordt vaak gebruikt voor kanker in de mondholte,[23]  orofarynx,[23] sarcomen[24]  en prostaat.[2][25]
- Medium-dose rate-brachytherapie (MDR) wordt gekenmerkt door een gemiddeld niveau van dosislevering, variërend tussen de 2 en 12 Gy/h.[22]
- High-dose rate-brachytherapie (HDR) betreft een snelheid van dosislevering van meer dan 12 Gy/h.[22] De meest voorkomende toepassingen van HDR-brachytherapie zijn bij tumoren in de baarmoederhals,[1]  slokdarm,[26] longen,[27] borsten[3] en prostaat.[2] De meeste HDR-behandelingen worden poliklinisch uitgevoerd. Dit is afhankelijk van de locatie van de behandeling.[28]
- Pulsed-dose rate-brachytherapie (PDR) houdt korte stoten van bestraling in, meestal eenmaal per uur, om de totale hoeveelheid en doeltreffendheid van de LDR behandeling te simuleren. Typische tumorlokalisaties die behandeld worden met PDR-brachytherapie zijn gynaecologische.[1] en hoofd-halskanker.[23]

### Duur van de dosislevering
De plaatsing van stralingsbronnen in het doelgebied kan tijdelijk of permanent zijn.    
- Tijdelijke brachytherapie betekent plaatsing van stralingsbronnen voor een bepaalde duur (meestal een aantal minuten of uren) alvorens te worden verwijderd. De specifieke duur van de behandeling hangt af van een aantal verschillende factoren, waaronder de vereiste snelheid van dosislevering en het type, de grootte en de locatie van de kanker. In LDR- en PDR-brachytherapie blijft de bron meestal tot 24 uur op zijn plaats voordat deze wordt verwijderd, terwijl dat bij HDR-brachytherapie meestal een paar minuten is.[29]

- Permanente brachytherapie, ook wel bekend als zaadimplantatie, betreft het plaatsen van kleine LDR-radioactieve zaadjes of bolletjes (ongeveer ter grootte van een rijstkorrel) in de tumor of de locatie van behandeling. Deze zaadjes worden daar achtergelaten en raken geleidelijk in verval. Over een periode van weken of maanden zal het stralingsniveau van de bronnen dalen tot bijna nul. De inactieve zaadjes blijven dan op de locatie van behandeling achter, zonder blijvend effect.[30] Permanente brachytherapie wordt het meest gebruikt bij de behandeling van prostaatkanker.[25]

## Klinische toepassingen

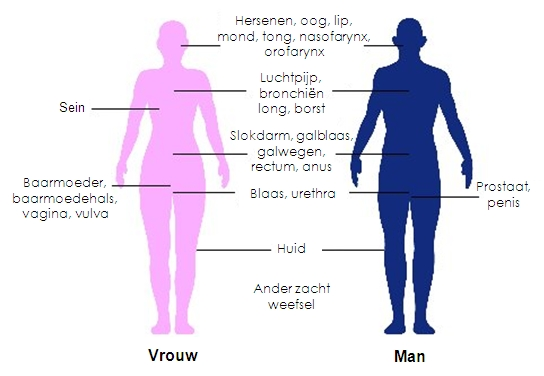
Delen van het lichaam waar brachytherapie kan worden gebruikt om kanker te behandelen.

Brachytherapie wordt vaak gebruikt om kanker van de baarmoederhals, prostaat, borst, en de huid te behandelen. Brachytherapie kan ook worden gebruikt voor de behandeling van tumoren in de hersenen, oog, hoofd- en halsregio (lip, mondbodem, tong, nasofarynx en orofarynx), luchtwegen (luchtpijp en bronchiën), maag-darmkanaal (slokdarm, galblaas, galwegen, rectum, anus), urinewegen (blaas, urethra, penis), het vrouwelijk voortplantingssysteem (baarmoeder, vagina, vulva), en zachte weefsels.
Aangezien de stralingsbron nauwkeurig kan worden gepositioneerd op de te behandelen locatie van de tumor, kan met brachytherapie een hoge dosis straling worden toegepast op een klein gebied. Omdat de stralingsbronnen bovendien in of naast de te behandelen tumor worden geplaatst, behouden zij hun positie ten opzichte van de tumor als de patiënt beweegt, of als er enige beweging van de tumor in het lichaam is. Zodoende blijven de stralingsbronnen nauwkeurig gericht. Dit stelt clinici in staat om een hoog niveau van de dosis conformiteit te bereiken - dat wil zeggen: zorgen dat de gehele tumor een optimaal stralingsniveau ontvangt. Het vermindert eveneens het risico op schade aan gezond weefsel, organen of structuren rond de tumor, waarmee de kans op genezing en het behoud van orgaanfunctie wordt vergroot.
Het gebruik van HDR-brachytherapie kan de totale behandelperiode verkorten in vergelijking met EBRT. Patiënten die met brachytherapie behandeld worden hoeven in het algemeen minder vaak bestraald te worden dan in vergelijking met EBRT. Ook kan het algemene behandelplan voor radiotherapie met minder tijd worden afgerond. Veel brachytherapie-procedures worden poliklinisch uitgevoerd. Dit gemak kan bijzonder relevant zijn voor patiënten die moeten werken, oudere patiënten, of patiënten die op enige afstand wonen van behandelcentra, zodat kan worden verzekerd dat ook deze patiënten toegang hebben tot radiotherapie en zich houden aan de behandelplannen. Kortere behandeltijden en poliklinische procedures kunnen ook bijdragen aan het verbeteren van de efficiëntie van radiotherapeutische klinieken.
Brachytherapie kan worden gebruikt met als doel het genezen van kanker in het geval van kleine of lokaal gevorderde tumoren, op voorwaarde dat de kanker niet is uitgezaaid (uitbreiding naar andere delen van het lichaam). In adequaat geselecteerde gevallen vertegenwoordigt brachytherapie bij primaire tumoren vaak een vergelijkbare aanpak als chirurgie, met dezelfde kans op genezing en met soortgelijke bijwerkingen. In lokaal gevorderde tumoren biedt een operatie echter niet automatisch de beste kans op genezing en is vaak technisch niet uitvoerbaar. In deze gevallen vormt radiotherapie, inclusief brachytherapie, de enige kans op genezing. In meer gevorderde stadia van de ziekte kan brachytherapie gebruikt worden als palliatieve behandeling voor verlichting van de symptomen van pijn en bloedingen. In gevallen waarin de tumor niet eenvoudig bereikbaar is of te groot om een optimale verdeling van straling in het behandelgebied te garanderen, kan brachytherapie worden gecombineerd met andere behandelingen, zoals EBRT en/of chirurgie. Combinatietherapie van brachytherapie met uitsluitend chemotherapie is zeldzaam.

### Baarmoederhalskanker
Brachytherapie wordt vaak gebruikt bij de behandeling van vroege of lokaal ingesloten baarmoederhalskanker en is een standaard behandeling in veel landen. Baarmoederhalskanker kan worden behandeld met LDR-, PDR- of HDR-brachytherapie. In combinatie met EBRT kan brachytherapie betere resultaten opleveren dan EBRT alleen. De precisie van brachytherapie zorgt ervoor dat een hoge dosis van gerichte straling kan worden geleverd aan de baarmoederhals, met minimale blootstelling van aangrenzende weefsels en organen. De kans op het uitblijven van de ziekte (ziektevrije overleving) en van overleving zijn vergelijkbaar voor LDR-, PDR- en HDR-behandelingen. Een belangrijk voordeel van de HDR-behandeling is echter dat elke dosis kan worden geleverd op poliklinische basis, met een korte toedieningstijd, hetgeen zorgt voor meer gemak voor veel patiënten.

### Prostaatkanker
Brachytherapie voor de behandeling van prostaatkanker kan ofwel als permanente LDR-zaadimplantatie gegeven worden of als tijdelijke HDR-brachytherapie. Permanente zaadimplantatie is geschikt voor patiënten met een gelokaliseerde tumor en een goede prognose. Daarnaast is aangetoond dat het een zeer effectieve behandeling is voor het voorkomen dat de kanker terugkeert. De overlevingskans is vergelijkbaar met die van EBRT of een operatie (radicale prostatectomie), maar met minder bijwerkingen, zoals impotentie of incontinentie. De procedure kan snel worden voltooid en patiënten zijn meestal in staat om op dezelfde dag van de behandeling naar huis te gaan en na één tot twee dagen terug te keren naar hun dagelijkse leven. Permanente zaadimplantatie is vaak een minder ingrijpende behandelingsoptie ten opzichte van de chirurgische verwijdering van de prostaat.
Tijdelijke HDR-brachytherapie is een nieuwe benadering van de behandeling van prostaatkanker, maar wordt momenteel minder vaak toegepast dan zaadimplantatie. Het wordt voornamelijk gebruikt om een extra dosis te geven in aanvulling op EBRT (bekend als boosttherapie), omdat het een alternatieve methode is om een hoge dosis straling te geven die de vorm van de tumor in de prostaat volgt, waarbij omringende weefsels niet worden blootgesteld aan straling. HDR-brachytherapie als "boost"therapie voor prostaatkanker betekent ook dat de EBRT-behandeling korter kan zijn dan wanneer alleen EBRT wordt gebruikt.

### Borstkanker
Radiotherapie is een standaard behandeling voor vrouwen die een lumpectomie of mastectomie hebben ondergaan, en is een integraal onderdeel van borstsparende behandeling. Brachytherapie kan worden gebruikt na een operatie, vóór chemotherapie of als palliatieve zorg  in het geval van gevorderde ziekte. Brachytherapie bij de behandeling van borstkanker wordt meestal uitgevoerd in de vorm van tijdelijke HDR-brachytherapie. Postoperatief kan brachytherapie bij de borst  worden gebruikt als een "boost" na bestraling van de gehele borst door middel van EBRT. Meer recent wordt brachytherapie monotherapie toegepast in een techniek genaamd APBI (accelerated partial breast irradiation), waarbij de levering van straling alleen in de directe regio rondom de oorspronkelijke tumor plaatsvindt.
Het belangrijkste voordeel van brachytherapie bij de borst ten opzichte van EBRT is dat een hoge dosis straling precies kan worden afgeleverd zodat gezond borstweefsel en onderliggende structuren zoals de ribben en longen gespaard blijven van straling. APBI kan doorgaans worden afgerond in een week. De optie van brachytherapie kan bijzonder belangrijk zijn om ervoor te zorgen dat werkende vrouwen, ouderen of vrouwen zonder gemakkelijke toegang tot een behandelcentrum, in staat zijn te profiteren van een borstsparende behandeling als gevolg van de korte behandelduur in vergelijking met EBRT (dat vergt vaak meer bezoeken in de loop van één of twee maanden). Brachytherapie geeft een uitstekende lokale controle van borstkanker bij follow-up tot 6 jaar na behandeling.
Bij brachytherapie bij de borst plaatst de stralingsoncoloog een katheter of een ballon in de borst. Tweemaal per dag voor een bepaald aantal dagen zal de katheter of de ballon worden aangesloten op een brachytherapie-machine, ook wel een high dose-rate afterloader genoemd, om veilig en effectief de straling te leveren aan het gebied van de lumpectomie onder computerbegeleiding. De bestraling duurt slechts enkele minuten per keer. Aan het einde van het behandeltraject wordt de katheter of de ballon verwijderd. Momenteel wordt onderzocht of deze behandeling even effectief is als drie tot acht weken van uitwendige bestraling.

### Huidkanker
HDR-brachytherapie voor nonmelanomateuze huidkanker, zoals het basaalcelcarcinoom en plaveiselcelcarcinoom, biedt een alternatieve behandelingsoptie voor chirurgie. Dit is vooral relevant voor kanker op de neus, oren, oogleden of lippen, waar de operatie kan leiden tot verminking of de noodzaak van uitgebreide reconstructie. Diverse applicatoren kunnen gebruikt worden om nauw contact tussen de stralingsbron en de huid te bewerkstelligen, die de kromming van de huid volgen en die de garantie geven dat de optimale dosis nauwkeurig wordt geleverd.
Brachytherapie voor huidkanker biedt goede cosmetische resultaten en klinische efficiëntie; studies met een follow-up tot 5 jaar hebben aangetoond dat brachytherapie zeer effectief is wat betreft lokale controle, en vergelijkbaar is met EBRT. Behandelingen zijn meestal kort, hetgeen gunstig is voor patiënten. Er is gesuggereerd dat brachytherapie in de nabije toekomst een standaard behandeling van huidkanker kan worden.

### Andere toepassingen
Brachytherapie kan worden gebruikt voor de behandeling van coronaire in-stent restenose, waarbij een katheter wordt geplaatst in een bloedvat, via welke de stralingsbronnen worden geplaatst en verwijderd. De therapie is ook onderzocht voor het gebruik bij de behandeling van perifere vasculaire stenose, en overwogen voor de behandeling van boezemfibrillatie.

## Bijwerkingen
De waarschijnlijkheid en de aard van potentiële acute of sub-acute bijwerkingen van brachytherapie of bijwerkingen op de lange termijn hangen af van de locatie van de behandelde tumor en het type brachytherapie dat gebruikt wordt.

### Acute bijwerkingen
Acute bijwerkingen geassocieerd met brachytherapie zijn gelokaliseerde kneuzingen, zwellingen, bloedingen, ontlasting of ongemak in de geïmplanteerde regio. Deze bijwerkingen verdwijnen meestal binnen enkele dagen na voltooiing van de behandeling. Patiënten kunnen zich ook vermoeid voelen gedurende een korte periode na de behandeling.
Brachytherapie-behandeling voor prostaatkanker of baarmoederhalskanker kan acute en voorbijgaande symptomen van de urinewegen veroorzaken, zoals urineretentie, urine-incontinentie of pijn bij het urineren (dysurie). Tijdelijk versnelde darmpassage, diarree, obstipatie of kleine rectale bloedingen kunnen ook optreden. Acute en subacute bijwerkingen verdwijnen meestal in een periode van dagen of enkele weken.
In het geval van permanente (zaad) brachytherapie voor prostaatkanker, is er een kleine kans dat sommige zaadjes zich uit de behandelregio verplaatsen naar de blaas of plasbuis en worden uitgescheiden via de urine. In de weken na de behandeling kan brachytherapie voor huidkanker leiden tot het loslaten van de buitenste lagen van de huid (desquamatie) rond het gebied van de behandeling, wat meestal geneest in 5-8 weken. Als het kanker van de lip betreft, kunnen zweren ontstaan als gevolg van brachytherapie, maar deze verdwijnen gewoonlijk na 4-6 weken.
Het merendeel van de acute bijwerkingen geassocieerd met brachytherapie kan worden behandeld met medicijnen of door een verandering van voedingsgewoonten, en verdwijnt meestal na verloop van tijd (meestal is dat een kwestie van weken), nadat de behandeling is afgerond. De acute bijwerkingen van HDR-brachytherapie zijn grotendeels vergelijkbaar met EBRT.

### Bijwerkingen op lange termijn
Bij een klein aantal mensen kan brachytherapie op lange termijn bijwerkingen veroorzaken als gevolg van beschadiging of verstoring van de aangrenzende weefsels of organen. Bijwerkingen op lange termijn zijn meestal mild of matig van aard. Zo kunnen urine- en spijsverteringsproblemen aanhouden als gevolg van brachytherapie voor baarmoederhalskanker en prostaatkanker, en kan dit aanvullende behandeling vereisen.
Brachytherapie voor prostaatkanker kan erectiestoornissen veroorzaken bij ongeveer 15-30% van de patiënten. Het risico op erectiestoornissen is echter gerelateerd aan leeftijd (oudere mannen lopen een groter risico dan jongere mannen). Daarnaast is ook het niveau van de erectiefunctie voorafgaand aan de behandeling met brachytherapie van invloed. De meerderheid van patiënten met erectiestoornissen kan succesvol worden behandeld met medicijnen zoals Viagra. Belangrijk is dat de kans op erectiestoornissen na brachytherapie kleiner is dan na radicale prostatectomie.
Brachytherapie voor borstkanker of huidkanker kan littekens veroorzaken rondom het behandelde gebied. In het geval brachytherapie bij borstkanker kan vetnecrose ontstaan als gevolg van vetzuren die het borstweefsel binnendringen. Dit kan ervoor zorgen dat het borstweefsel opgezwollen raakt en gevoelig wordt. Vetnecrose is een goedaardige aandoening die meestal 4-12 maanden na de behandeling optreedt en 2% van de patiënten treft.

## Veiligheid voor anderen
Patiënten vragen vaak of zij speciale veiligheidsmaatregelen moeten treffen voor familie en vrienden na behandeling met brachytherapie. Als tijdelijke brachytherapie wordt gebruikt, blijven er na de behandeling geen radioactieve bronnen achter in het lichaam. Daarom zijn er geen stralingsrisico’s voor vrienden of familie die zich in de nabijheid begeven.
Als permanente brachytherapie wordt gebruikt, worden lage dosis radioactieve bronnen (zaadjes) achtergelaten in het lichaam.  De stralingsniveaus zijn erg laag en nemen geleidelijk af. Bovendien heeft de bestraling alleen invloed op weefsels binnen een paar millimeter van de radioactieve bronnen (dat wil zeggen  de tumor die wordt behandeld). Uit voorzorg kunnen sommige mensen die permanente brachytherapie ontvangen worden geadviseerd om geen kleine kinderen vast te houden of te dicht bij zwangere vrouwen te komen voor een korte periode na de behandeling. Stralingsoncologen of verpleegkundigen kunnen specifieke instructies aan patiënten geven en adviseren hoelang ze voorzichtig moeten zijn.

## Procedure

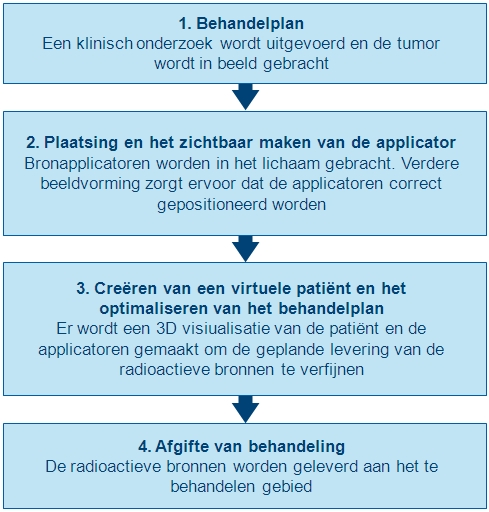
De algemene stadia van een brachytherapieprocedure.

### Het behandelplan
Teneinde de brachytherapie-procedure nauwkeurig te plannen, wordt een grondig klinisch onderzoek uitgevoerd om de kenmerken van de tumor te begrijpen. Daarnaast kan een scala aan beeldvormende modaliteiten worden gebruikt om de vorm en grootte van de tumor en de relatie van de tumor met de omringende weefsels en organen in kaart te brengen. Het gaat hier om röntgenradiografie, echografie, computed axial tomography (CT of CAT)-scans en magnetischeresonantiebeeldvorming (MRI). De gegevens van veel van deze bronnen kunnen worden gebruikt om een 3D-beeld van de tumor en de omliggende weefsels te maken.
Met deze informatie kan een plan voor de optimale verdeling van de stralingsbronnen worden ontwikkeld. Dit houdt onder andere in hoe de brondragers (applicatoren), die worden gebruikt om de straling te leveren aan het te behandelen gebied, zouden moeten worden geplaatst en gepositioneerd. Applicatoren zijn niet radioactief en zijn meestal naalden of kunststoffen katheters. De specifieke aard van de applicator die wordt gebruikt is afhankelijk van het type kanker dat wordt behandeld en de kenmerken van de betreffende tumor.
Deze eerste stappen helpen om 'koude plekken’ (te weinig bestraling) en 'hot spots' (te veel bestraling) te vermijden tijdens de behandeling, omdat deze kunnen leiden tot respectievelijk het mislukken van de behandeling en tot bijwerkingen.

### Plaatsing en het zichtbaar maken van de applicator
Voordat de radioactieve bronnen kunnen worden geleverd aan het tumorgebied moeten de applicatoren worden geplaatst en correct gepositioneerd in lijn met de planning.
Beeldvormende technieken, zoals röntgenstraling, fluoroscopie en echografie, worden doorgaans gebruikt voor de plaatsing van de applicatoren op hun juiste posities en voor de verdere verfijning van het behandelplan. CT-scans en MRI kunnen ook worden gebruikt. Zodra de applicatoren zijn ingebracht, worden zij op hun plaats gehouden - tegen de huid aan - met behulp van hechtingen of tape om te voorkomen dat zij gaan bewegen. Zodra de applicatoren in de juiste positie zijn, kan verdere beeldvorming worden uitgevoerd, die als leidraad gebruikt kan worden voor de gedetailleerde planning van de behandeling.

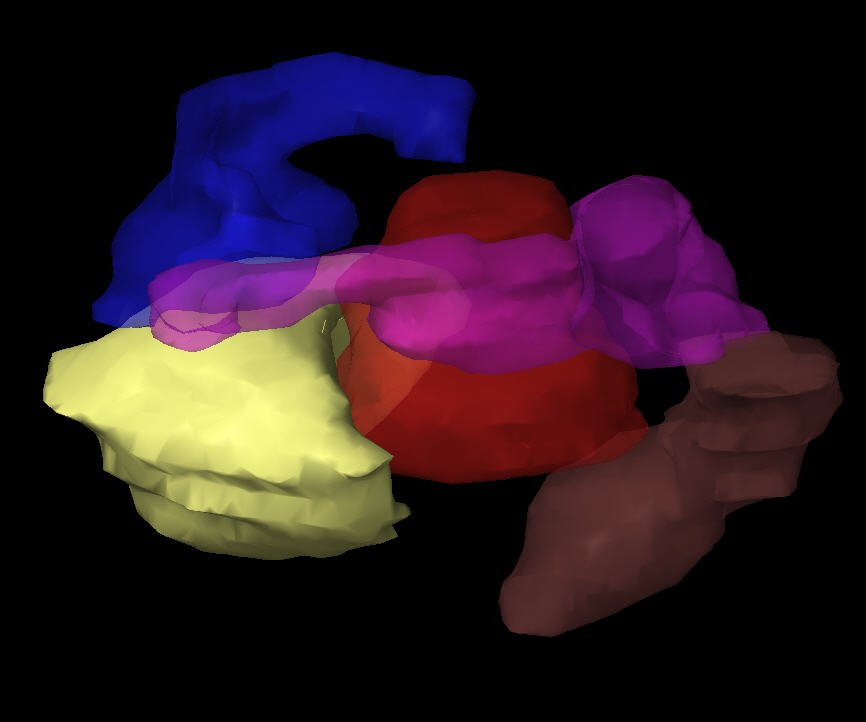
Het creëren van een virtuele patiënt om de optimale behandeling van brachytherapie te bepalen.

### Creatie van een virtuele patiënt
De beelden van de patiënt met de applicatoren in situ worden ingevoerd in speciale software voor de behandelingsplanning. De patiënt wordt naar een speciale, afgeschermde ruimte voor de behandeling gebracht. De software maakt het mogelijk meerdere 2D-beelden van het te behandelen gebied te vertalen in een 'virtuele patiënt' in 3D, waarin de positie van de applicatoren kan worden gedefinieerd. De ruimtelijke verhoudingen tussen de applicatoren, het te behandelen gebied en de omringende gezonde weefsels binnen deze 'virtuele patiënt' zijn een kopie van de verhoudingen in de werkelijke patiënt.

### Optimaliseren van het bestralingsplan

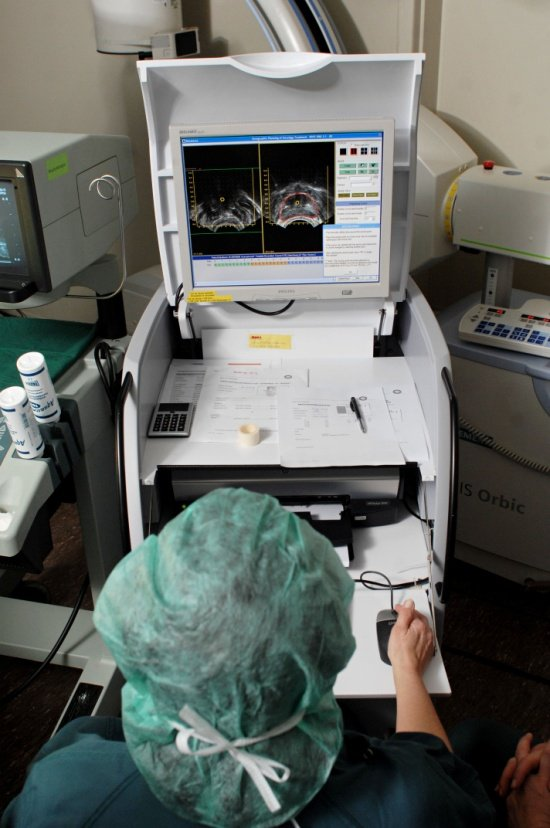
Verfijning van het behandelplan tijdens de brachytherapieprocedure.

Om de optimale ruimtelijke en tijdelijke verdeling van de stralingsbronnen binnen de applicatoren in de geïmplanteerde weefsels of holtes te identificeren, maakt de behandelplannings-software het mogelijk dat virtuele stralingsbronnen in de virtuele patiënt worden geplaatst. De software toont een grafische weergave van de verdeling van de bestraling. Dit dient als een gids voor het brachytherapieteam om de verdeling van de bronnen te verfijnen en een behandelplan te ontwikkelen dat optimaal is afgestemd op de anatomie van elke patiënt vóór de daadwerkelijke levering van de bestraling. Deze aanpak wordt ook wel 'dosis-tekenen’ genoemd.

### Afgifte van behandeling
De stralingsbronnen die gebruikt worden voor brachytherapie zijn altijd ingesloten in een niet-radioactieve capsule. De bronnen kunnen handmatig worden geleverd, maar dit gebeurt meestal door middel van een techniek die bekendstaat als 'afterloading'. Handmatige levering van brachytherapie is beperkt tot een paar LDR-toepassingen, vanwege het risico van blootstelling aan straling voor klinisch personeel. Afterloading omvat echter de nauwkeurige positionering van niet-radioactieve applicatoren in het te behandelen gebied, welke vervolgens worden geladen met de stralingsbronnen. Bij handmatige afterloading wordt de bron in de applicator geplaatst door het behandelend personeel.
Op afstand bestuurbare afterloadingsystemen beschermen het behandelteam tegen ioniserende straling door het veiligstellen van de stralingsbron in een afgeschermde kluis. Zodra de applicatoren correct in de patiënt zijn geplaatst, worden ze aangesloten op een 'afterloadermachine' (met daarin de radioactieve bronnen) door middel van een serie aaneengesloten geleidingsbuizen. Het behandelplan wordt verstuurd naar de afterloader, die vervolgens de levering van de bronnen langs de geleidingsbuizen in de vooraf gespecificeerde posities binnen de applicator controleert. Dit proces wordt alleen in werking gezet als al het personeel vertrokken is uit de behandelkamer. De bronnen blijven op hun plaats gedurende een vooraf vastgestelde tijd, waarbij wederom het behandelplan wordt gevolgd. Daarna worden zij teruggezonden langs de buizen naar de afterloader. Na aflevering van de radioactieve bronnen worden de applicatoren zorgvuldig uit het lichaam verwijderd. Patiënten herstellen doorgaans snel van de brachytherapie-procedure, waardoor het vaak poliklinisch kan worden uitgevoerd.

## Stralingsbronnen
Vaak gebruikte stralingsbronnen (radionucliden) voor brachytherapie zijn:
| Radionuclide          | Type straling | Halveringstijd | Energie                |
| --------------------- | ------------- | -------------- | ---------------------- |
| Cesium-137 (137Cs)    | γ-stralen     | 30,17 jaar     | 0,662 MeV              |
| Kobalt-60 (60Co)      | γ-stralen     | 5,26 jaar      | 1,17, 1,33 MeV         |
| Iridium-192 (192Ir)   | γ-stralen     | 74,0 dagen     | 0,38 MeV (gemiddelde)  |
| Jodium-125 (125I)     | X-stralen     | 59,6 dagen     | 27,4, 31,4 en 35,5 keV |
| Palladium-103 (103Pd) | X-stralen     | 17,0 dagen     | 21 keV (gemiddelde)    |
| Ruthenium-106 (106Ru) | β-deeltjes    | 1,02 jaar      | 3,54 MeV               |

## Elektronische brachytherapie
Elektronische brachytherapie betekent de  plaatsing van een kleine buis met laag energetische stralingsbronnen in een pre-applicator die gepositioneerd is binnen de lichaams- of tumorholten om snel een hoge doses naar het te behandelen gebied te krijgen, met behoud van een lage dosis naar verderaf gelegen gezonde weefsels.